# Lista de selos de Portugal - República - 1910-1949
A categoria Portugal - República inclui todas as emissões comemorativas de Portugal no período da República, ou seja, depois de 1910.
| 1923 - Selo Travessia Aérea do Atlântico Sul (selos dePortugal) 1924 - Selo 4° Centenário do Nascimento de Luiz de Camões (selos dePortugal) 1925 - Selo 1º Centenário do Nascimento de Camilo Castelo Branco (selos dePortugal) 1926 - Selo Independência de Portugal (1ª Emissão) 1927 - Selo Independência de Portugal (2ª Emissão) 1928 - Selo Independência de Portugal (3ª Emissão) 1931 - Selo 7º Centenário da morte de Santo António de Lisboa - Selo 5° Centenário da morte de D. Nuno Álvares Pereira 1934 - Selo Presidente General Carmona (efígie de perfil) - Selo lª Exposição Colonial Portuguesa 1935 - Selo 1ª Exposição Filatélica Portuguesa - Selo Templo de Diana (1935/36) - Selo Infante Dom Henrique - Selo Tudo Pela Nação (1935/41) - Selo Sé de Coimbra 1937 - Selo 1º Centenário da Fundação das Escolas Médico-Cirurgicas de Lisboa e Porto - Selo IV Centenário da Morte de Gil Vicente 1938 - Selo Congresso Internacional do Vinho e da Uva 1940 - Selo Legião Portuguesa - Selo Centenários da Fundação e Restauração de Portugal - Selo 1° Centenário do Selo Postal 1941 - Selo Costumes Portugueses (1ª Emissão) 1943 - Selo 1º Congresso de Ciências Agrárias 1944 - Selo 3ª Exposição Filatélica Portuguesa - Selo 2º Centenário do Nascimento de Avelar Brotero 1945 - Selo Navegadores Portugueses - Selo Presidente General Carmona (efígie) - Selo 1°- Centenário da Escola Naval 1946 - Selo Castelos de Portugal - Selo 1º Centenário do Banco de Portugal - Selo 3º Centenário da Proclamação da Padroeira de Portugal 1947 - Selo Costumes Portugueses (2ª Emissão) - Selo 8º Centenário da Tomada de Lisboa aos Mouros 1948 - Selo 3º Centenário do Nascimento de S. João de Brito - Selo Exposição de Obras Públicas e dos Congressos Nacionais de Engenharia e Arquitectura 1949 - Selo Fundação da Dinastia de Aviz - Selo 75º Aniversário da União Postal Universal - Selo XVI Congresso Internacional de História da Arte | - Ceres - Lusíadas - Caravela - Cavaleiro / D.Dinis - Paisagens e Monumentos - Instrumentos de trabalho - Arquitectura popular portuguesa - Navegadores portugueses - Profissões e personagens do século XIX - Aves de Portugal - Máscaras de Portugal - Transportes Públicos Urbanos |